# Jonathan Moya
Jonathan Alonso Moya Aguilar (San José, 6 gennaio 1992) è un calciatore costaricano, attaccante dell'Alajuelense.

## Carriera

### Club
Ha giocato nella massima serie costaricana e in quella ucraina, e nella seconda divisione spagnola.

### Nazionale
Nel 2014 ha esordito in nazionale maggiore.

## Statistiche

### Cronologia presenze e reti in nazionale
| Cronologia completa delle presenze e delle reti in nazionale ― Costa Rica | Cronologia completa delle presenze e delle reti in nazionale ― Costa Rica | Cronologia completa delle presenze e delle reti in nazionale ― Costa Rica | Cronologia completa delle presenze e delle reti in nazionale ― Costa Rica | Cronologia completa delle presenze e delle reti in nazionale ― Costa Rica | Cronologia completa delle presenze e delle reti in nazionale ― Costa Rica | Cronologia completa delle presenze e delle reti in nazionale ― Costa Rica | Cronologia completa delle presenze e delle reti in nazionale ― Costa Rica |
| Data                                                                      | Città                                                                     | In casa                                                                   | Risultato                                                                 | Ospiti                                                                    | Competizione                                                              | Reti                                                                      | Note                                                                      |
| ------------------------------------------------------------------------- | ------------------------------------------------------------------------- | ------------------------------------------------------------------------- | ------------------------------------------------------------------------- | ------------------------------------------------------------------------- | ------------------------------------------------------------------------- | ------------------------------------------------------------------------- | ------------------------------------------------------------------------- |
| 13-9-2014                                                                 | Los Angeles                                                               | Guatemala                                                                 | 1 – 2                                                                     | Costa Rica                                                                | Coppa centroamericana 2014 - Finale                                       | -                                                                         | 90+1’                                                                     |
| 6-6-2015                                                                  | Buenos Aires                                                              | Colombia                                                                  | 1 – 0                                                                     | Costa Rica                                                                | Amichevole                                                                | -                                                                         | 67’                                                                       |
| 7-9-2018                                                                  | Goyang                                                                    | Corea del Sud                                                             | 2 – 0                                                                     | Costa Rica                                                                | Amichevole                                                                | -                                                                         | 86’                                                                       |
| 11-9-2018                                                                 | Osaka                                                                     | Giappone                                                                  | 3 – 0                                                                     | Costa Rica                                                                | Amichevole                                                                | -                                                                         | 56’                                                                       |
| 6-9-2019                                                                  | San José                                                                  | Costa Rica                                                                | 1 – 2                                                                     | Uruguay                                                                   | Amichevole                                                                | -                                                                         | 59’ 83’                                                                   |
| 10-10-2019                                                                | Nassau                                                                    | Haiti                                                                     | 1 – 1                                                                     | Costa Rica                                                                | CONCACAF Nations League 2019-2020 - 2º turno                              | -                                                                         | 46’                                                                       |
| 13-10-2019                                                                | Alajuela                                                                  | Costa Rica                                                                | 0 – 0                                                                     | Curaçao                                                                   | CONCACAF Nations League 2019-2020 - 2º turno                              | -                                                                         | 73’                                                                       |
| 14-11-2019                                                                | Willemstad                                                                | Curaçao                                                                   | 1 – 2                                                                     | Costa Rica                                                                | CONCACAF Nations League 2019-2020 - 2º turno                              | -                                                                         | 70’                                                                       |
| 17-11-2019                                                                | San Juan                                                                  | Costa Rica                                                                | 1 – 1                                                                     | Haiti                                                                     | CONCACAF Nations League 2019-2020 - 2º turno                              | -                                                                         | 60’                                                                       |
| 13-11-2020                                                                | Hartberg                                                                  | Qatar                                                                     | 1 – 1                                                                     | Costa Rica                                                                | Amichevole                                                                | -                                                                         | 57’                                                                       |
| 5-9-2021                                                                  | San José                                                                  | Costa Rica                                                                | 0 – 1                                                                     | Messico                                                                   | Qual. Mondiali 2022                                                       | -                                                                         | 42’ 65’                                                                   |
| 8-9-2021                                                                  | San José                                                                  | Costa Rica                                                                | 1 – 1                                                                     | Giamaica                                                                  | Qual. Mondiali 2022                                                       | -                                                                         |                                                                           |
| 7-10-2021                                                                 | San Pedro Sula                                                            | Honduras                                                                  | 0 – 0                                                                     | Costa Rica                                                                | Qual. Mondiali 2022                                                       | -                                                                         | 46’                                                                       |
| 10-10-2021                                                                | San José                                                                  | Costa Rica                                                                | 2 – 1                                                                     | El Salvador                                                               | Qual. Mondiali 2022                                                       | -                                                                         | 62’                                                                       |
| 13-10-2021                                                                | Columbus                                                                  | Stati Uniti                                                               | 2 – 1                                                                     | Costa Rica                                                                | Qual. Mondiali 2022                                                       | -                                                                         | 67’                                                                       |
| Totale                                                                    |                                                                           | Presenze                                                                  | 15                                                                        |                                                                           | Reti                                                                      | 0                                                                         |                                                                           |

## Palmarès

### Club

#### Competizioni nazionali
- Campionato costaricano: 4

Saprissa: Verano JPS 2014, Invierno JPS 2014, Invierno Banco Popular 2015, Invierno 2016

#### Competizioni internazionali
- CONCACAF Central American Cup: 1

Alajuelense: 2024